# Seven Femenino de Japón
El Seven Femenino de Japón es un torneo anual femenino de rugby 7 que se disputa en Japón desde 2015. 
Forma parte de la Serie Mundial Femenina de Rugby 7 desde 2017.
El torneo tiene lugar en el Mikuni World Stadium de Kitakyushu.
Su actual campeón es la selección de Canadá al vencer 7 a 5 a Inglaterra.

## Palmarés
| Año  | Sede                         | Campeón       | Marcador | Subcampeón |
| ---- | ---------------------------- | ------------- | -------- | ---------- |
| 2015 | Chichibunomiya Rugby Stadium | Japón         | 22 - 0   | Kazajistán |
| 2017 | Mikuni World Stadium         | Nueva Zelanda | 17 - 14  | Canadá     |
| 2018 | Mikuni World Stadium         | Nueva Zelanda | 24 - 12  | Francia    |
| 2019 | Mikuni World Stadium         | Canadá        | 7 - 5    | Inglaterra |

## Posiciones
Número de veces que las selecciones ocuparon cada posición en todas las ediciones.
| Equipo        | Campeón | 2º puesto |
| ------------- | ------- | --------- |
| Nueva Zelanda | 2       |           |
| Canadá        | 1       | 1         |
| Francia       |         | 1         |
| Inglaterra    |         | 1         |